# Каламкаров, Михаил Рафаэльевич
Михаил Рафаэльевич Каламкаров (род. 1959) — фотограф, режиссёр и сценарист, член МОСХ.

## Биография
Окончил факультет Вычислительной математики и кибернетики МГУ по специальности математическая статистика (1982). Занимается фотографией (с 1982). Работал также в качестве режиссера и сценариста документального кино и телепрограмм.
- Инженер КБ «Салют» (1982—1983)
- Фотокорреспондент журнала «Юность» (1983—1984)
- 1984-85: издательство "Правда
- Фотограф киностудия «Мосфильм» (1985)
- Директор рекламного агентства «Р.И.Д.» (1986—1988)
- Режиссёр ВПТО «Видеофильм» (1991)
- Режиссёр программы «Совершенно секретно» на ВГТРК (1992—1994)
- Креативный директор фотостудии «Кодак-мастер» в ИТАР-ТАСС (1997—1999).[2]

Вместе с группой единомышленников и коллег организовал творческое объединение «Станковая фотография XXI» (2004).

Преподаваёт курс «Фотомастерство» в Московском государственном университете культуры (МГИК) (с 2003). Доцент кафедры фотомастерства МГИК.
Учить – это интересно. Я понимаю, что не только я их воспитываю, а, наблюдая за ними, я тоже чему-то учусь. Я очень рад, когда мои ученики продолжают то, что мы делали-не доделали. Мне нравится то, что они на меня не похожи. Я всегда говорю, что самое гадкое, что могу сделать – это воспитать маленьких каламкарчиков...Михаил Калкмаров
Член Московского союза художников. Лауреат государственной премии РФ по культуре и искусству (2007). Авторские работы Михаила Каламкарова находятся в собраниях ГМИИ им. А.С. Пушкина (Москва), ГРМ (С-Петербург), ГРМФ (Н. Новгород), Минералогическом музее им. А.Е. Ферсмана РАН (Москва), частных собраниях в России и за рубежом.

### Выставки фоторабот
- 1984 — Самара, Дом печати, «Взгляд» Групповые выставки и фестивали
- 1992 — Москва, галерея «Нео-шаг» Центральный Детский Театр
- 1993 — Дания, Копенгаген, галерея «Биллед-хузед»
- 1997 — Москва, галерея «Русское поле»
- 1997 — Москва, Галерея «Россини», ЦДХ, «Искусство фотографии. Маленькая выставка»
- 1999 — Москва, ЦДХ, «Образ 2000»
- 1999 — Нидерланды, «Millennium art collection»
- 2002 — Москва, МДФ, галерея «Глаз»
- 2004 — Тайвань, Тайбэй, «Bright ideas design»
- 2004 — Москва, Фотоцентр, «Первая ярмарка авторской фотографии»
- 2004 — Москва, Арт-салон Галереи искусств Церетели
- 2005 — Баден, Дни российской культуры в Австрии, «Русская фотография XXI века».
- 2005 — Москва, Галерея «КИНО» «Обнаженные…[pictorial nudes]»
- 2010 — Киев, Галерея «Ирэна» «Дни станковой фотографии»

### Основные научные публикации, учебные издания
- 2005 «Несвоевременное искусство»
- 2007 Каталог выставки «Неизвестная модель. Скульптура, фотография»
- 2008 Каталог выставки «Коллекция огнестрельного оружия XVII—XX вв. Пермского государственного краеведческого музея», издательство «Художник и книга»
- 2012 Каталог выставки ГМИИ им. Пушкина «Музей. Взгляд фотографа»
- 2012 «Сергей Бычков. Одиночное плавание. Скульптура»
- 2013 Каталог выставки Государственный Русский Музей «Красота без гламура?», издательство «Palas edition»
- 2014 Каталог выставки «Салон ЦДХ». «Связь времён»
- 2014 «Пермские Боги. Коллекция деревянной скульптуры Пермской Государственной художественной галереи»
- 2015 Каталог выставки «Салон ЦДХ». «Люди и мир»[2]

### Публикации о творчестве М. Каламкарова
- М. Чегодаева «Коктейль по случаю», 12.06.1992.
- М. Леонтьев «Барышня и хулиган», Москва , 9.04.1992 «Московская правда».
- Д. Киян «Михаил Каламкаров- фотограф и кинематографист» портфолио «FOTO&VIDEO» №4 1997.
- М. Сидлин «Тела и художники», 04.07.1997 «FOTO&VIDEO» №3 1997.
- М. Чегодаева «Натюрморт с женщиной», №28 7/1997 «Независимая газета».
- Н. Назаревская «Слов нет — есть движение», Москва, 8/1998 «Московские новости».
- «Лучшие выставки», Москва, 8/1998 «Культура».
- «Образ 2000» каталог, Москва 1999 «Капитал».
- «NFQ/2PRINT» каталог, Москва 1999.
- «Кадры решают всё» альманах «Фиксаж», Москва, 2003.
- «Фотопроарт Коллекция», портфолио, №1 2004 г. «Российские вести», 7.04.2004.
- Александр Беленький Луч света в царстве «цифры». — Акция №15 2005.
- Мария Чегодаева «Фотографический субъективизм».